# هاملت پطروسیان
هاملت لنسری پطروسیان (ارمنی: Համլետ Լենսերի Պետրոսյան؛  زادهٔ ۱۹ فوریهٔ ۱۹۵۵) نویسنده، باستان‌شناس، تاریخ‌نگار اهل ارمنستان است.

## زندگی‌نامه
وی در ۱۹ فوریهٔ ۱۹۵۵ در خناتساخ به دنیا آمد و دانشکده تاریخ دانشگاه دولتی ایروان فارغ‌التحصیل گشت. وی در موزه مردم‌نگاری ارمنستان، انستیتو باستان‌شناسی و مردم‌نگاری و دانشگاه دولتی ایروان فعالیت کرده است. همچنین برندهٔ جوایزی همچون مدال طلای وزارت فرهنگ جمهوری ارمنستان ()، جایزه رئیس‌جمهور جمهوری ارمنستان (جایزه پوغوسیان) ()، مدال قدرانی جمهوری قره‌باغ‌ کوهستانی و مدال یادبود نخست‌وزیر جمهوری قره‌باغ‌ کوهستانی شده است.

## یادداشت
1. ↑  պատմական գիտությունների դոկտոր
2. ↑  ԼՂՀ «Երախտագիտություն» մեդալ
3. ↑  ԼՂՀ վարչապետի հուշամեդալ